# Paramigas milloti
Paramigas milloti är en spindelart som beskrevs av Griswold och Ledford 200. Paramigas milloti ingår i släktet Paramigas och familjen Migidae.
Artens utbredningsområde är Madagaskar. Inga underarter finns listade i Catalogue of Life.